# Basilique Saint-Vincent d'Ávila
La basilique des Saints-Frères-Martyrs-Vincent-Sabine-et-Christète (espagnol : basílica de los Santos Hermanos Mártires, Vicente, Sabina y Cristeta), ou simplement basilique Saint-Vincent, est une église romane située à Ávila. Construite entre les XIe et XIVe siècles, il s'agit d'un des meilleurs exemples d'architecture romane en Espagne. L'église est un Monument National depuis 1882.

## Histoire

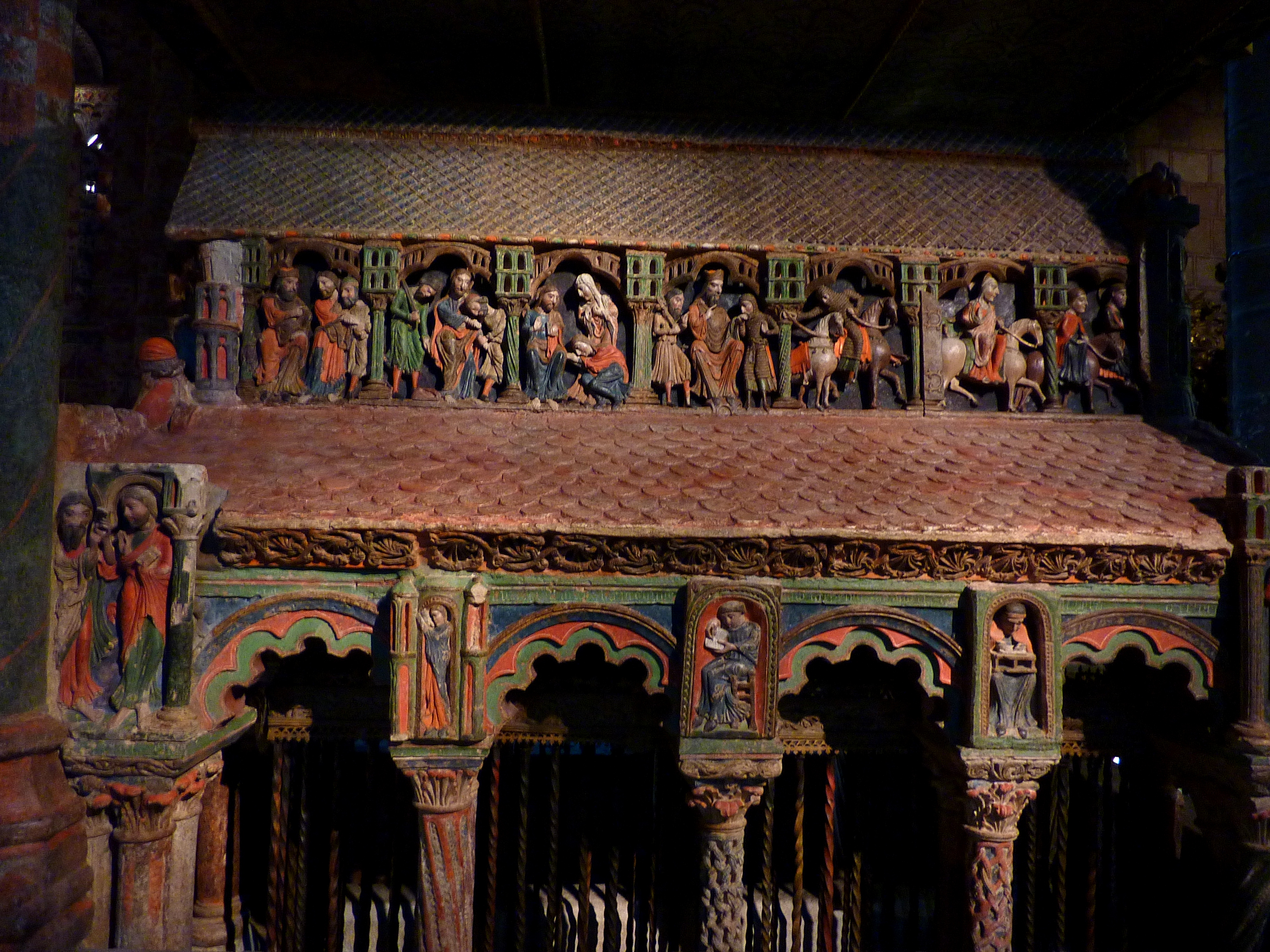
Vue latérale du cénotaphe.

D'après la légende, les martyrs chrétiens Vicente, Sabina et Cristeta ont été persécutés durant le règne de l'empereur romain Dioclétien; leurs corps furent enterrés dans la roche où plus tard on construisit une basilique. En 1062, leurs reliques ont été transportées dans le monastère de San Pedro de Arlanza (en) à Burgos, mais en 1175, on les remit à leur emplacement initial à Ávila et la construction d'une nouvelle basilique commença à cet endroit. Le chantier fut constamment ralenti ou arrêté, et ne put s'achever qu'au XIVe siècle grâce au soutien d'Alphonse X de Castille et Sanche IV de Castille. La nef et le transept sont conçus en  voûte d'arêtes.
À l'extérieur, les portails ouest et sud sont richement décorés. 
À l'intérieur, la principale attraction est le cénotaphe des Santos Hermanos Mártires en pierre polychrome, l'un des plus beaux exemples de sculpture romane.

## Description
L'église est construite en  grès, extrait des environs de La Colilla. Elle serait l'œuvre de Giral Fruchal, l'architecte qui introduisit le style de l'architecture gothique  en Espagne depuis la France.
San Vicente est en croix latine, avec une nef et deux bas-côtés s'achevant sur une abside semi-circulaire, un large transept, un ciborium, un atrium et une crypte.

## Protection
La basilique fait l’objet d’un classement en Espagne au titre de bien d'intérêt culturel depuis le 26 juillet 1882.

## Galerie

Extérieur
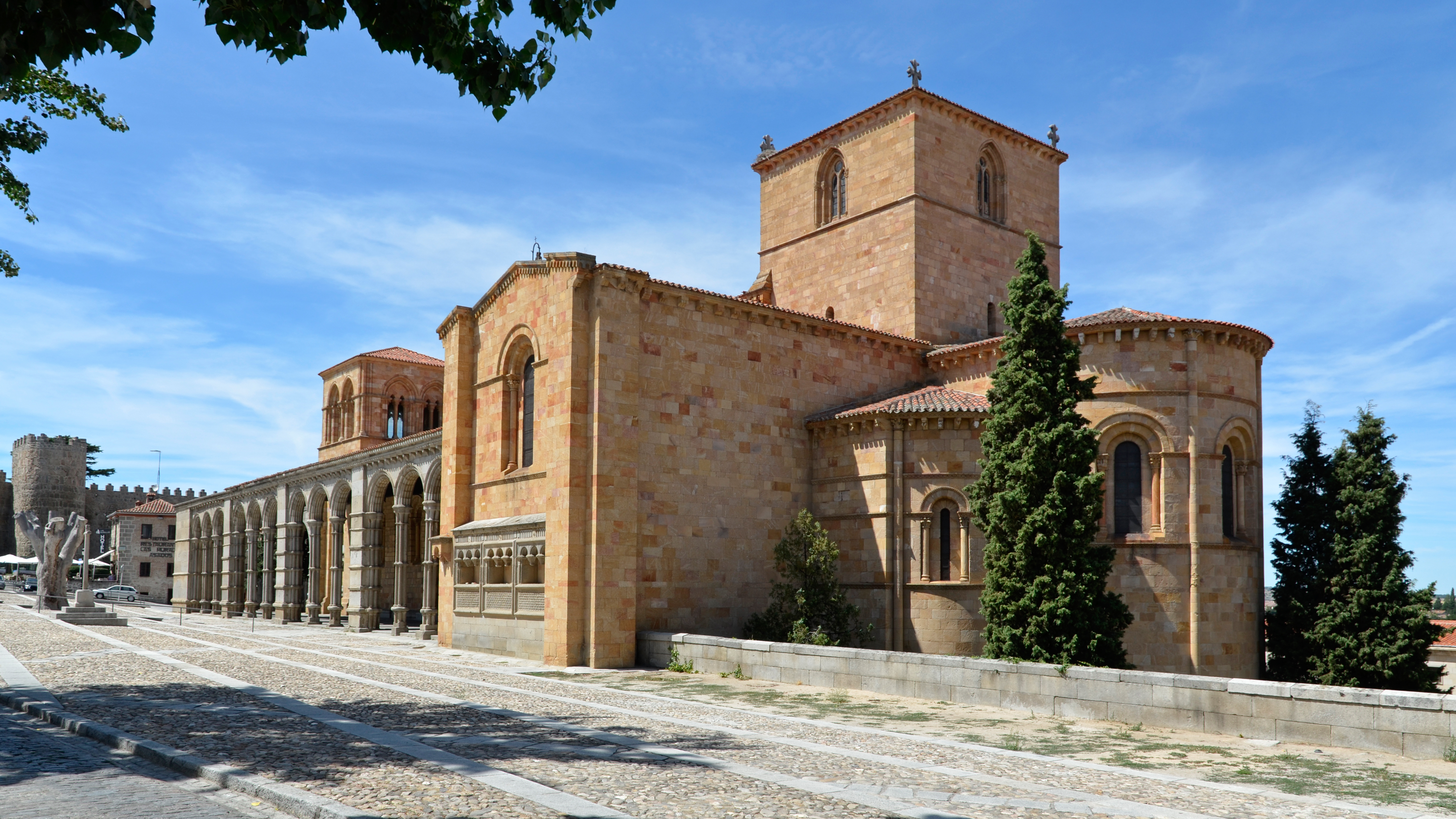
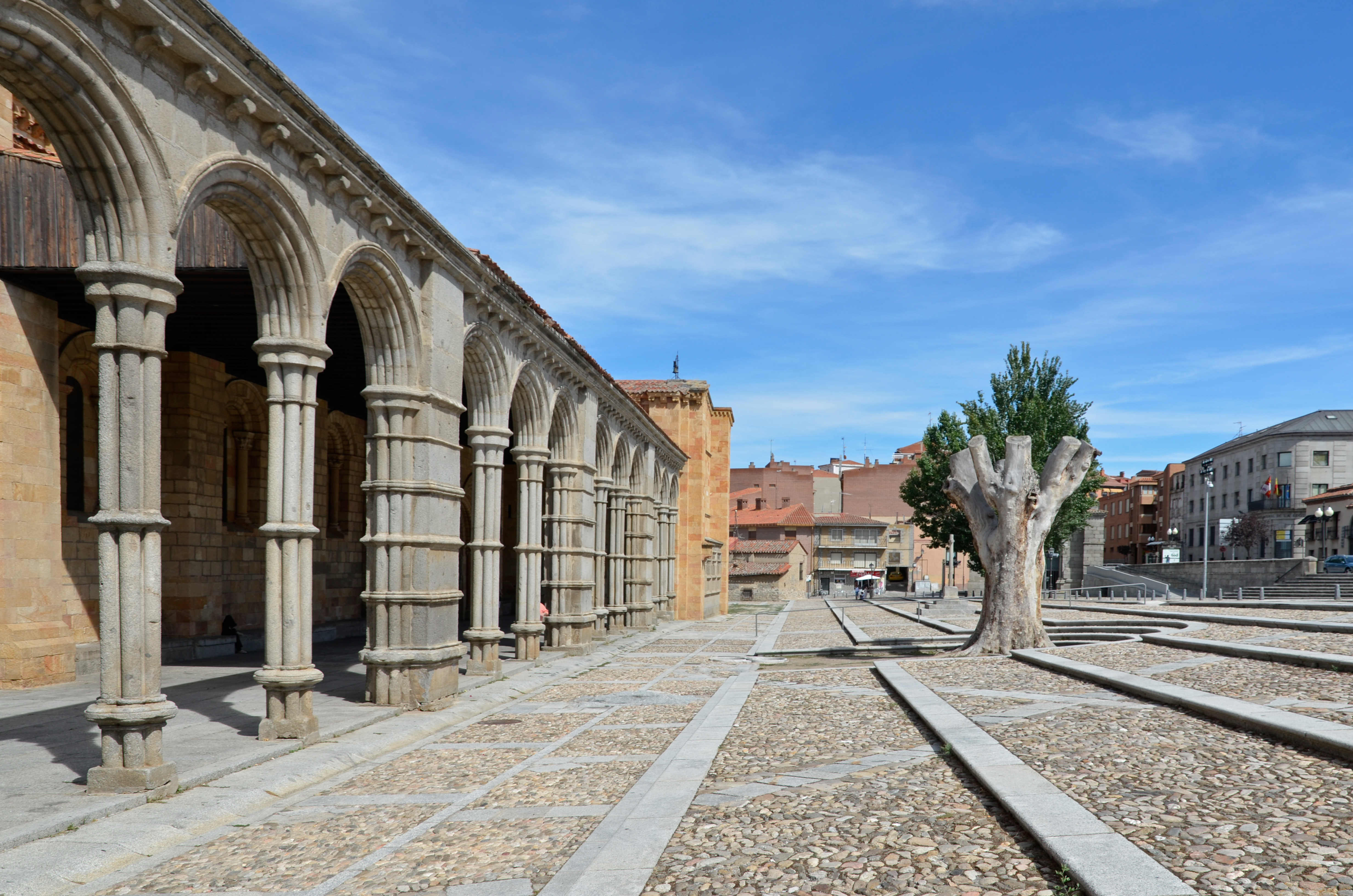
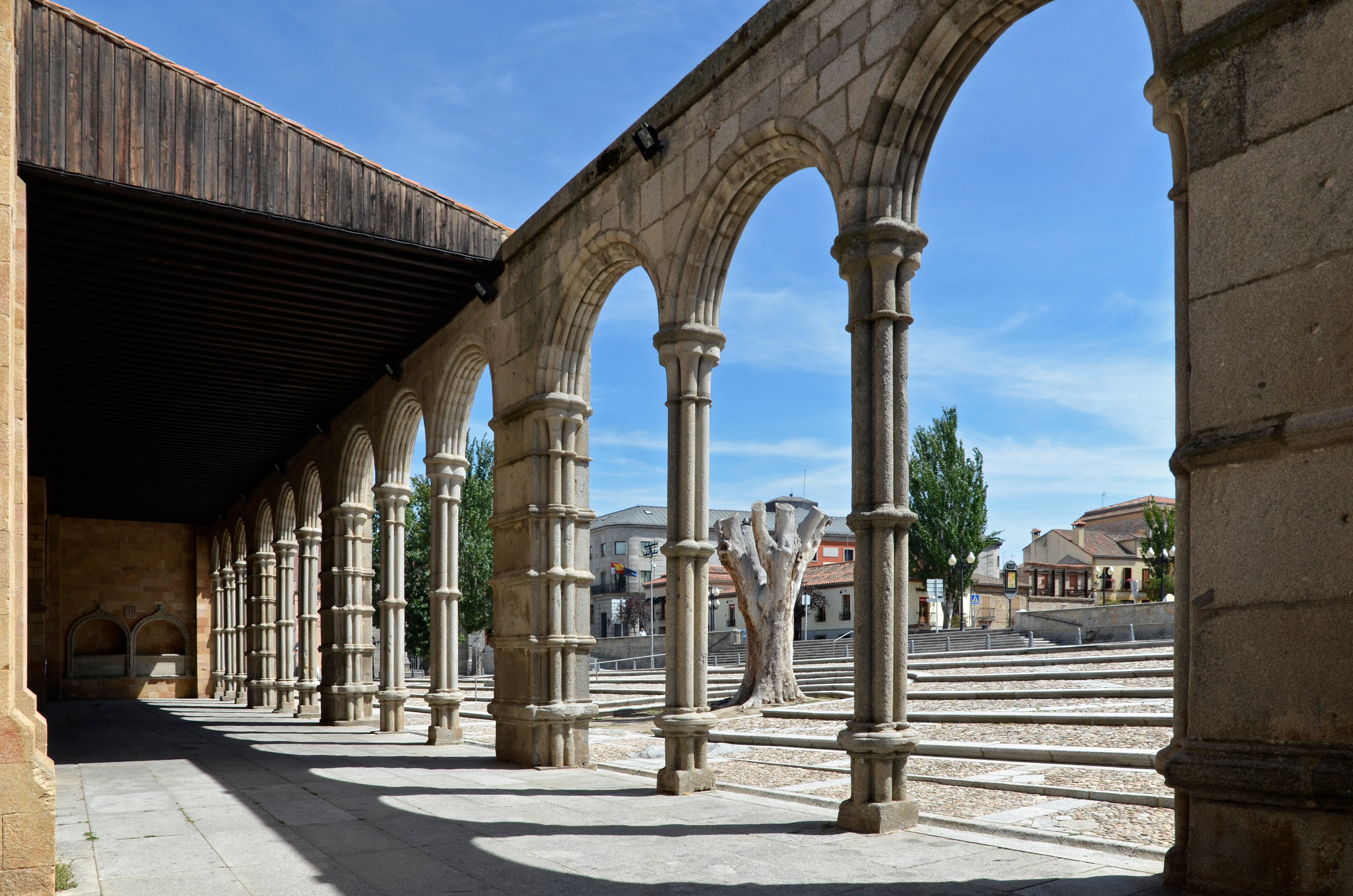
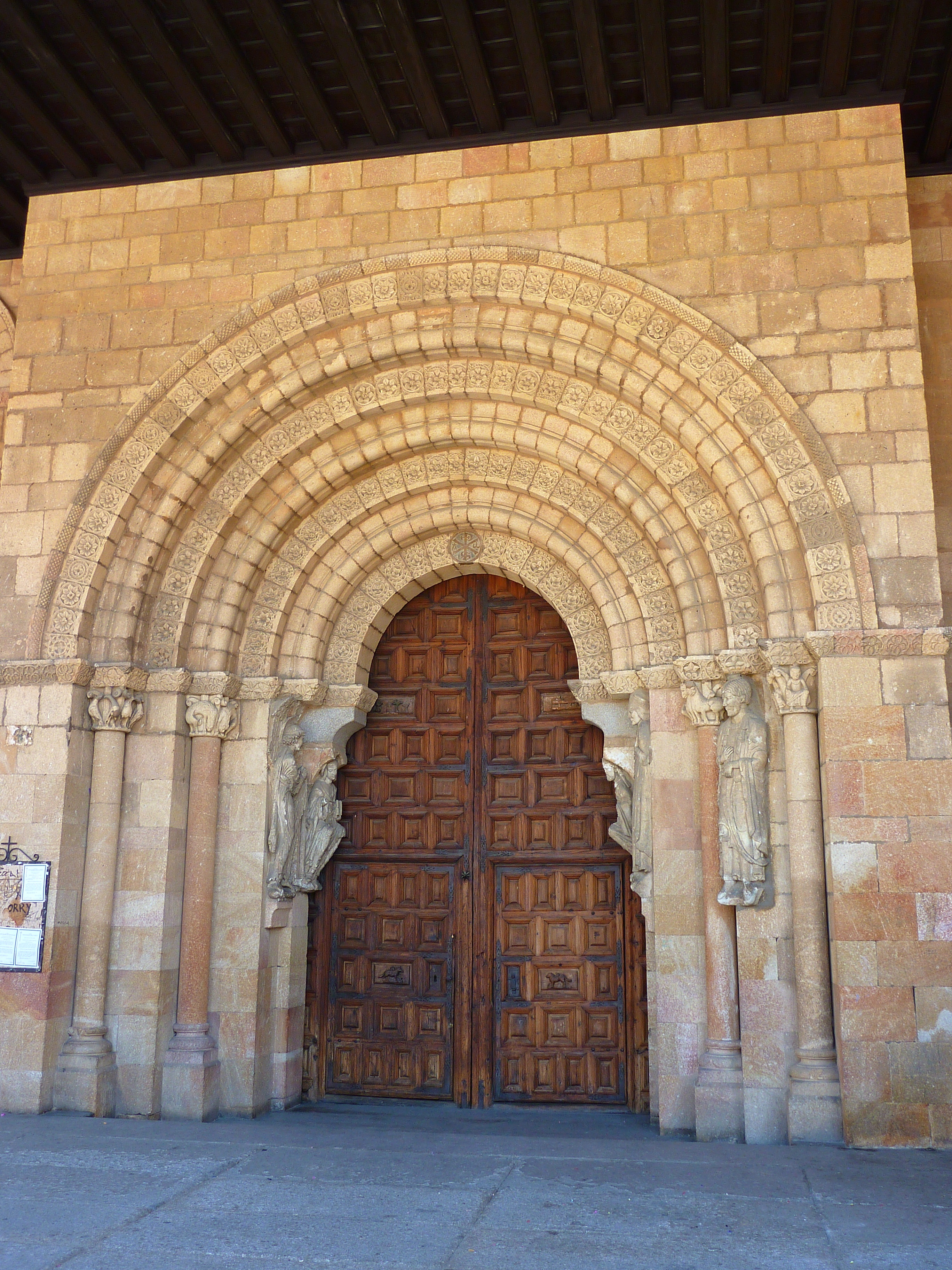
Portail sud.
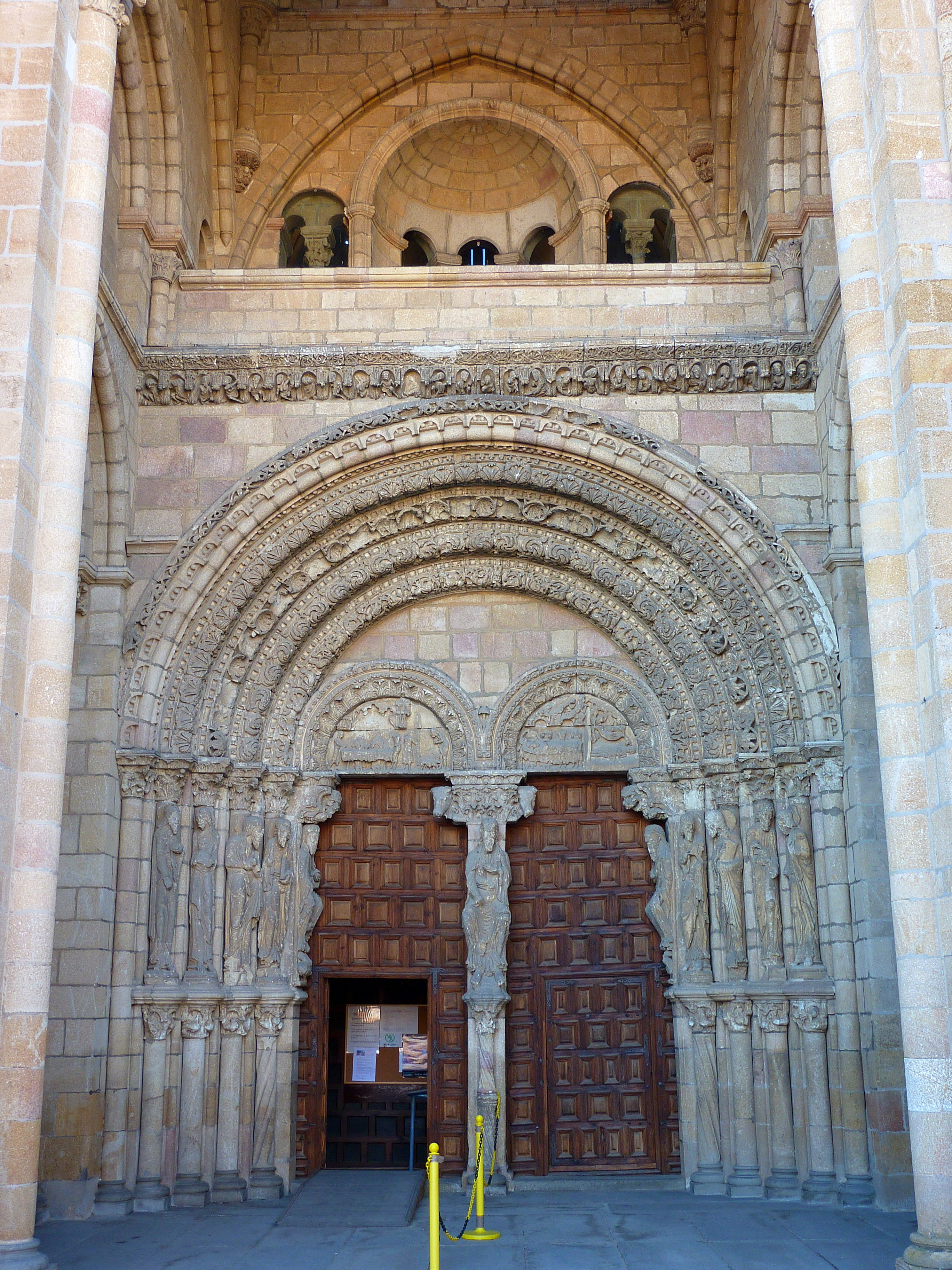
Portail occidental.
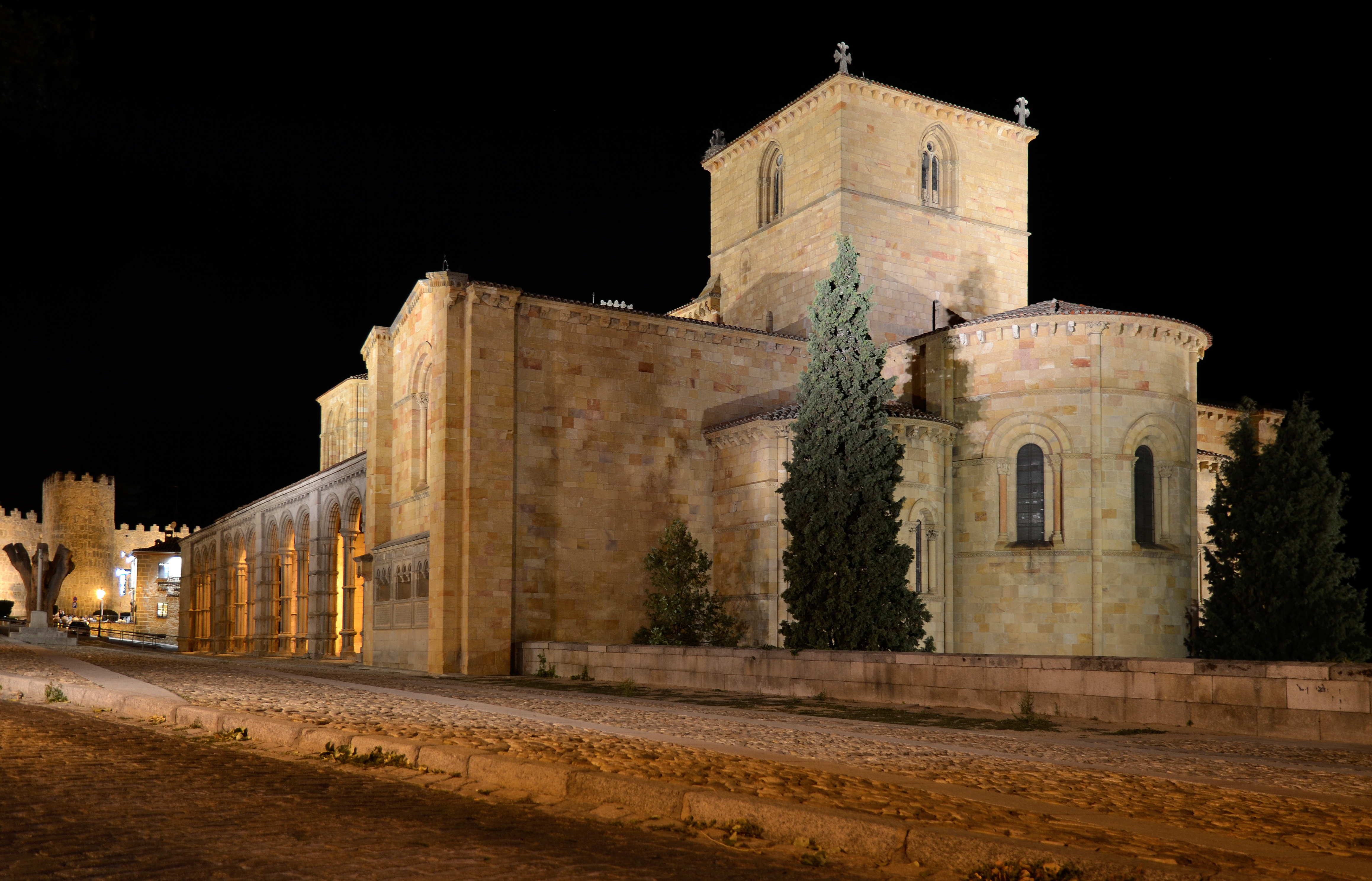
Vue nocturne.
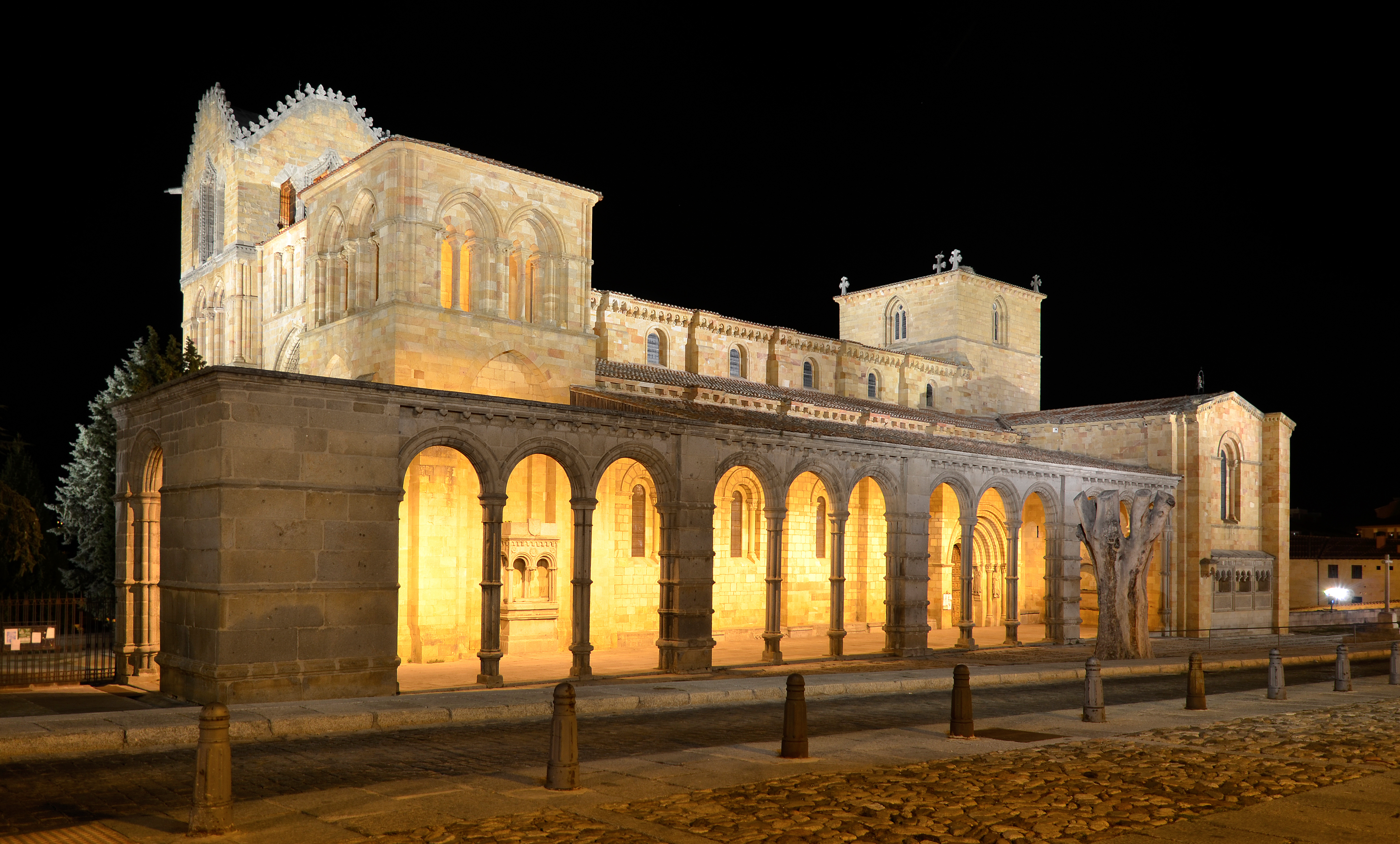
Vue nocturne.

Intérieur
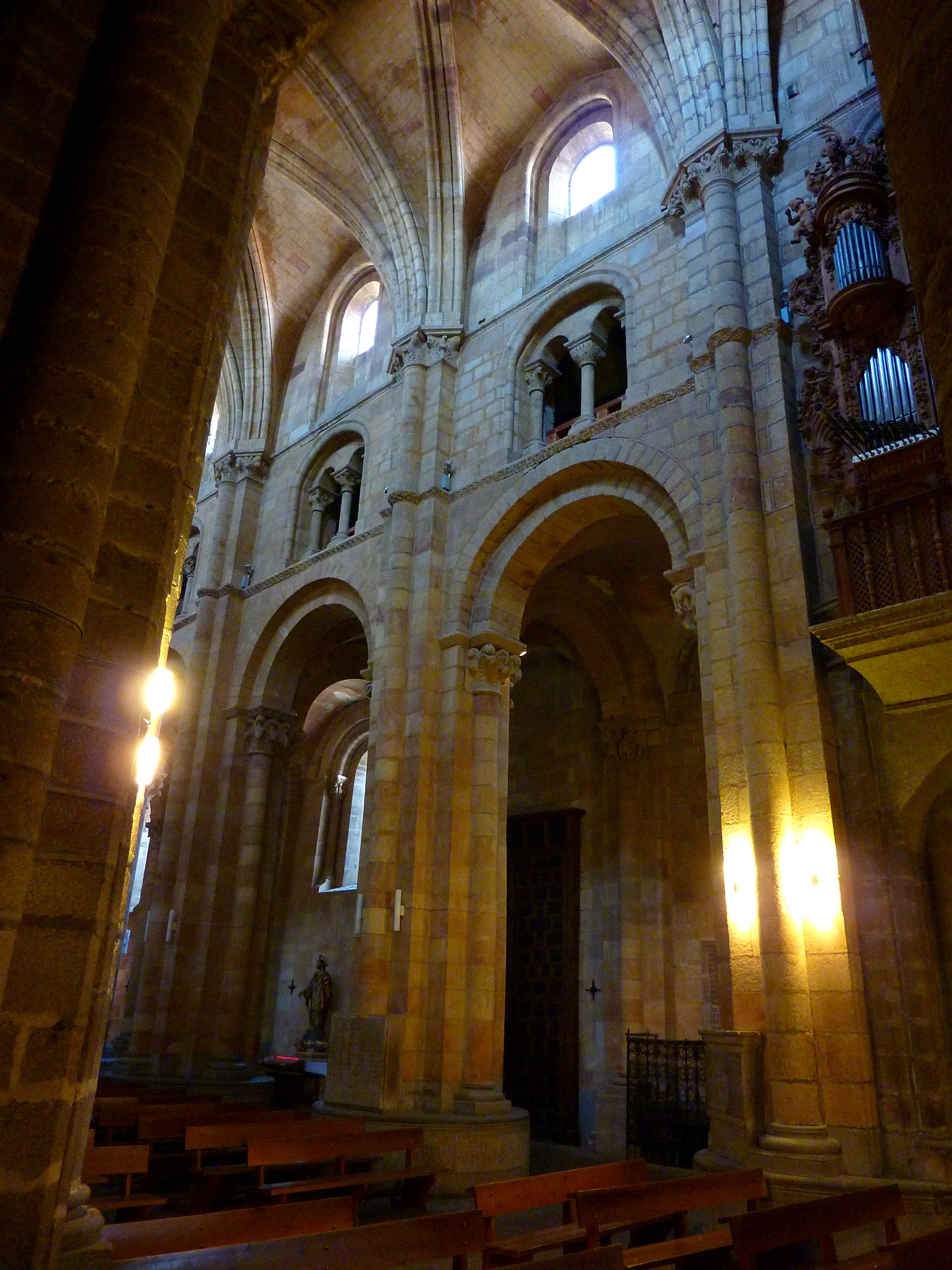
La nef.
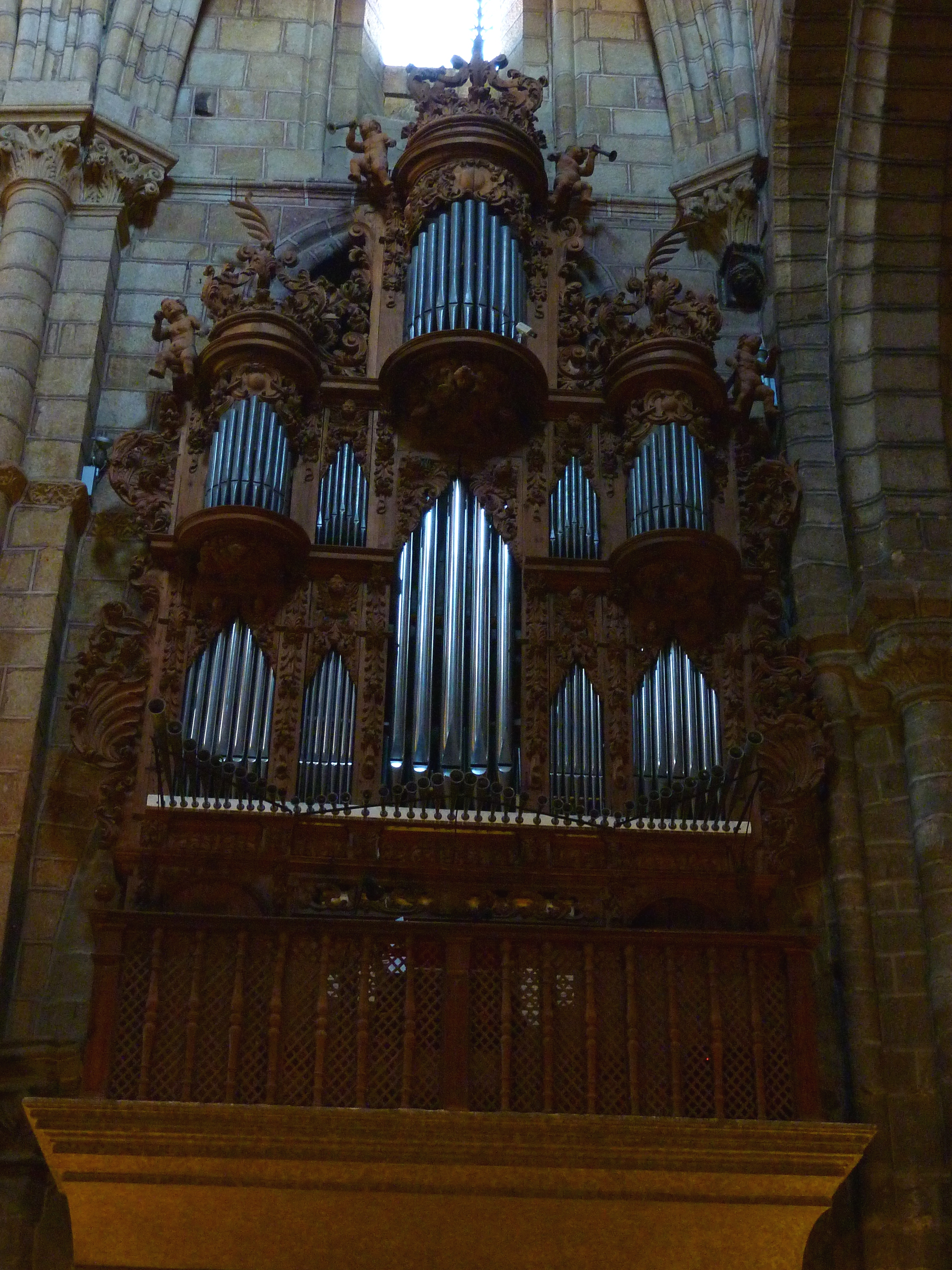
L'orgue.
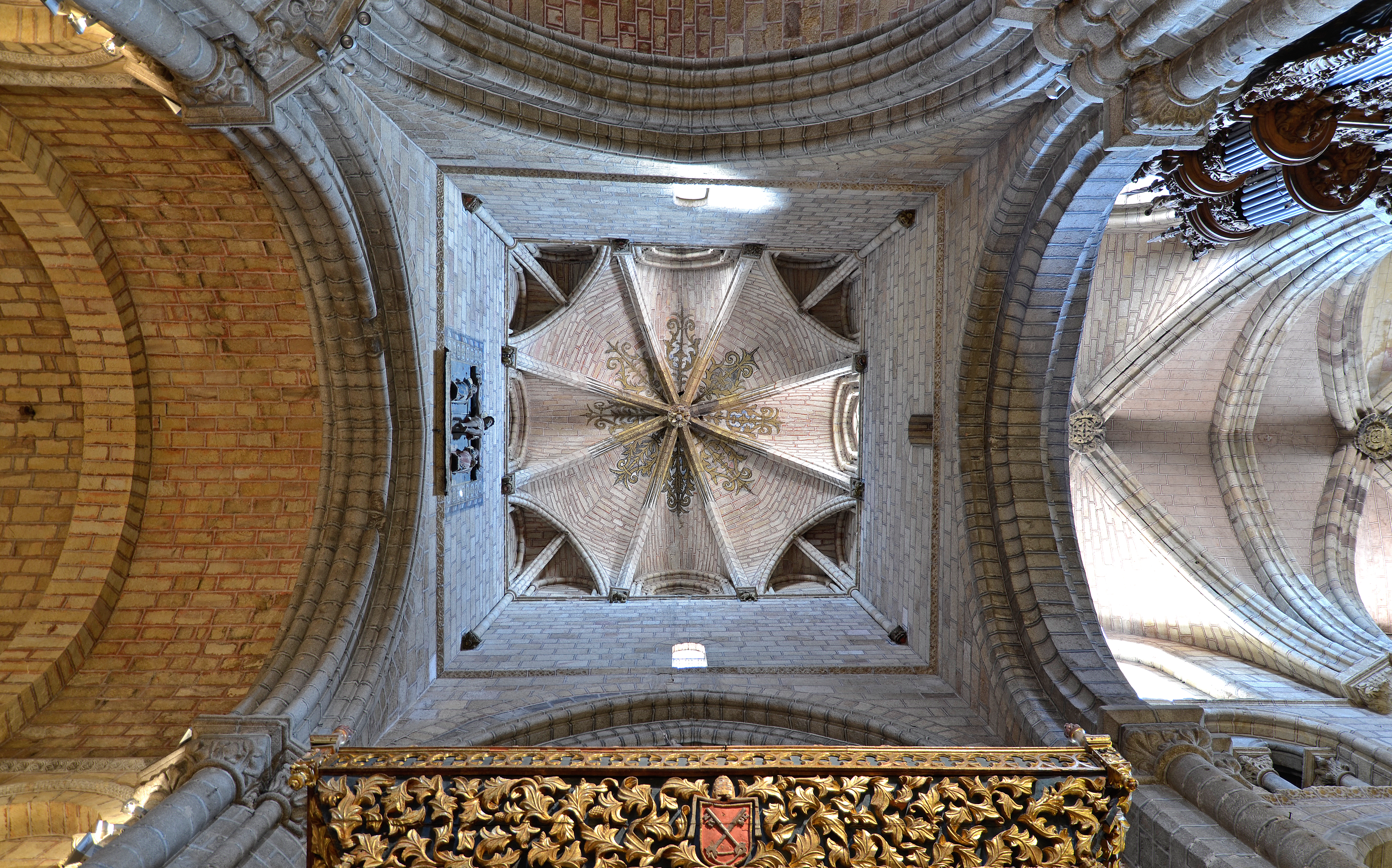
L'intérieur du clocher vu du chœur.